# Camaricus khandalaensis
Camaricus khandalaensis är en spindelart som beskrevs av Benoy Krishna Tikader 1980. Camaricus khandalaensis ingår i släktet Camaricus och familjen krabbspindlar. Inga underarter finns listade.